# Crepidodera bolognai
Crepidodera bolognai es un coleóptero de la familia Chrysomelidae. Fue descrita científicamente en 1982 por Biondi.